# The October Suite
| Recensione | Giudizio |
| ---------- | -------- |
| AllMusic   |          |

The October Suite è un album a nome Steve Kuhn Piano Composed and Conducted by Gary McFarland, pubblicato dalla casa discografica Impulse! Records nel maggio del 1967.

## Tracce

### LP
Lato A
Musiche di Gary McFarland.
1. One I Could Have Loved (Tema musicale tratto dalla colonna sonora del Film "13") – 4:45 – Registrato il 14 ottobre 1966
2. St. Tropez Shuttle – 7:10 – Registrato il 14 ottobre 1966
3. Remember When – 7:25 – Registrato il 14 ottobre 1966

Lato B
Musiche di Gary McFarland.
1. Traffic Patterns – 5:04 – Registrato il 1º novembre 1966
2. Childhood Dreams – 6:27 – Registrato il 1º novembre 1966
3. Open Highway – 8:43 – Registrato il 1º novembre 1966

## Musicisti
One I Could Have Loved / St. Tropez Shuttle / Remember When
- Gary McFarland – arrangiamenti, conduttore orchestra
- Steve Kuhn – pianoforte
- Ron Carter – contrabbasso
- Marty Morell – batteria
- Isador Cohen – violino
- Matt Raimondi – violino
- Charlie McCracken – viola
- Al Brown – violoncello

Traffic Patterns / Childhood Dreams / Open Highway
- Gary McFarland – arrangiamenti, conduttore orchestra
- Steve Kuhn – pianoforte
- Joe Firrantello – strumento a fiato
- Don Ashworth – strumento a fiato
- Irving Horowitz – strumento a fiato
- Gerald Sanfino – strumento a fiato
- Ron Carter – contrabbasso
- Marty Morell – batteria
- Corky Hale – arpa

Note aggiuntive
- Bob Thiele – produttore
- Phil Ramone – ingegnere delle registrazioni
- Charles Stewart – foto copertina frontale album originale
- Jack Bradley – foto interno copertina album originale
- Robert Flynn / Viceroy – design copertina album originale
- Joe Lebow – design interno copertina album originale
- Nat Hentoff – note interno copertina album originale [4]